# حادثة (نسبية)

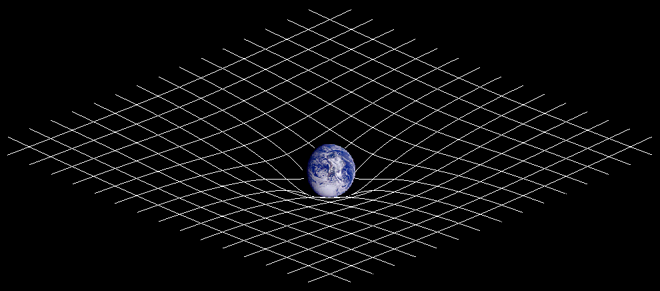

في الفيزياء، وبالذات في في النسبية. الحادثة تشير إلى حالة فيزيائية أو واقعة، متمركزة في نقطة محددة في الزمان والمكان. على سبيل المثال، زجاج يتهشم على الأرضية; فهذه الواقعة تحدث في مكان فريد وزمن فريد في إطار مرجعي معين.
لو أردنا أن نكون دقيقين، فإن فكرة الحادثة هي مثالية، بمعنى أنها تحدد لحظة زمنية ونقطة مكانية معينة، بينما نجد أن أي حادثة حقيقية لا بد وأن تستغرق وقتا متناه و تحدث في مكان متناهي.

## مواضيع ذات صلة
- النسبية